# San Blas (Antonio del Castillo)
San Blas es una pintura del artista español Antonio del Castillo y Saavedra. El cuadro representa a Blas de Sebaste, vestido de obispo, y a sus pies aparece un rastrillo de cardar, instrumento que según la tradición se utilizó en su martirio. Este lienzo, que formaba parte de un retablo desmembrado durante la desamortización, se conserva actualmente en el Museo de Bellas Artes de Córdoba.

## Historia

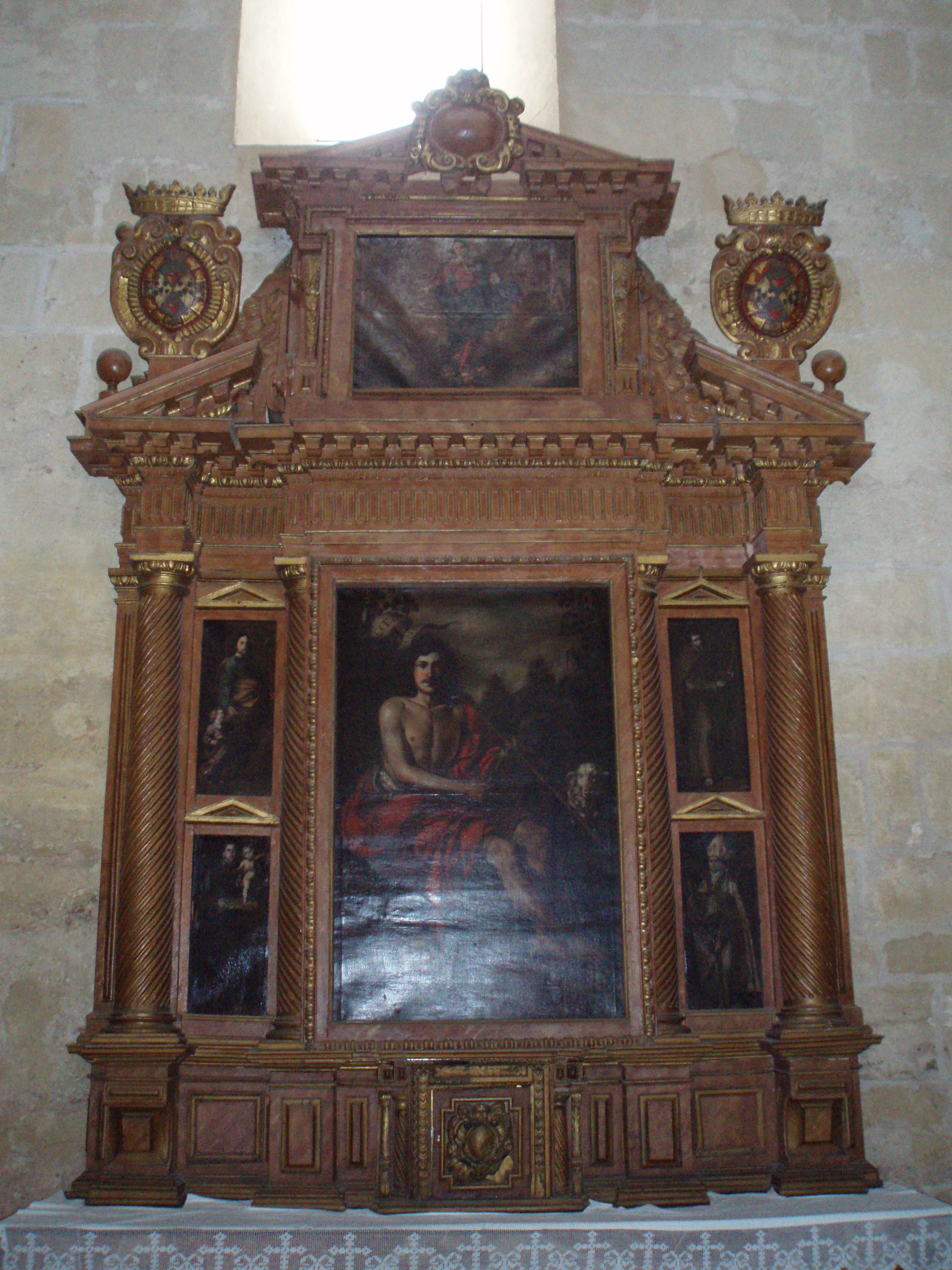
Aspecto actual del retablo en la Iglesia de Santa Marina, donde el lienzo (abajo a la derecha) aparece sustituido por una copia.

Fue pintado en la primera mitad de la década de 1640 en estilo barroco. Formaba parte del retablo de los Condes del Menado, también conocido como retablo de san Juan Bautista, de la iglesia del convento de los Trinitarios Calzados de Córdoba (España).
En el siglo XIX, tras la desamortización, fue trasladado a la Iglesia de Santa Marina de Aguas Santas, aunque algunos de sus lienzos acabaron siendo vendidos y sustituidos por copias realizadas por José Saló y Junquet. Los lienzos que componían dicho retablo eran San Antonio de Padua y el Niño Jesús (Museo de Bellas Artes de Córdoba), San Juan Bautista (Museo del Prado), San Blas (Museo de Bellas Artes de Córdoba), San José y el Niño Jesús (colección particular), San Francisco (Iglesia de Santa Marina) e Inmaculada Concepción (Iglesia de Santa Marina).
Posteriormente este lienzo fue adquirido por el Museo de Bellas Artes de Córdoba, donde se conserva actualmente.